# 兵庫ニュース845
『兵庫ニュース 845』（ひょうごニュース はちよんご）は、2007年4月2日から2024年3月29日まで兵庫県内のNHK総合テレビジョンで放送されていたNHK神戸放送局制作による『NHKニュース』のローカルニュース番組である。

## 概要
NHK関西では近畿地方向けニュースワイドとして『ニュース845』（以前の番組名は『関西845』）が平日（2017年度までは祝日を含む）20:45 - 21:00 (JST) に放送されており、神戸放送局でも大阪からの同番組のネット受けを行っていたが、2007年3月30日をもってそれを打ち切り、2007年4月より、兵庫県内のその日1日に起きた出来事をコンパクトに伝えるゴールデンタイム枠のニュース番組として本番組が開始された。
オープニングやエンディングには、主に神戸市内のお天気カメラの映像が使用される。
2024年4月1日から『リブラブひょうご845』開始に伴い、2024年3月29日をもって17年の歴史に幕を下ろした。

## 放送時間
- 月曜日 - 金曜日 20:45 - 21:00（JST）
祝日・年末年始と重なる場合は休止し、20:55 - 21:00に大阪局から関西のニュース・気象情報を同時ネットする（12月31日を除く）。
2018年4月以降、平日であっても夕方の『ニュースKOBE発』→『Live Love ひょうご』が休止もしくは短縮となることがあらかじめはっきりしている場合は休止し、代替として大阪局から『ニュース845〜関西のニュースと気象情報〜』を臨時ネットしている。
2019年4月1日は、19:00からの『NHKニュース7』が新元号「令和」発表関連ニュースを中心に19:40まで拡大放送されたことに伴う特別編成のため、（本来の放送開始時刻を表す数字『845』を抜いた）『兵庫ニュース』[1]に改題の上、5分繰り下げ・短縮（20:50 - 21:00）し放送した。
2020年3月11日は、20:00 - 20:55に『NHKスペシャル 震災9年"変貌"する街で何が〜復興ハイウェーで変わる被災地』を放送のため、（本来の放送開始時刻を表す数字『845』を抜いた）『兵庫ニュース』[1]に改題の上、10分繰り下げ・短縮（20:55 - 21:00）し放送した。

## キャスター
交代で担当
- 田中崇裕
- 今城和久
- 坂本聡

## 放送内容
- 兵庫県のニュース
- リブラブひょうごの特集コーナーの録画再放送（ナレーション含む）
- 兵庫県・関西の気象情報

## 備考
- 当番組で2019年3月28日まで使用されていたオープニングタイトルのアニメーションは、2015年3月まで『関西845』で使用されていた物を流用しており、BGMも同一であった。
- 開始当初はほぼ全編兵庫県内のニュースと特集の再放送で構成されていたが、本番組の放送開始の1週間前後から『ニュースKOBE発』でも放送されている「かんさいToday」の放送が始まった。ただし、これも実質再放送であり、放送されないこともある。
- 2007年4月25日は、特例として『関西845』のネットを行った。